# Pratts of Streatham
Pratts was een warenhuis aan Streatham High Road in Londen. Het warenhuis werd opgericht in de jaren 1850 en werd onderdeel van John Lewis voordat het in 1990 werd gesloten.

## Geschiedenis
Op 13-jarige leeftijd kwam George Pratt vanuit Silchester naar Streatham om een stage in de stoffenhandel te doorlopen bij William Reynolds aan Streatham High Road in Bedford Row. Binnen elf jaar had Pratt het bedrijf gekocht en was hij de enige eigenaar. Streatham was een ingeslapen dorp met 7000 inwoners totdat er spoorwegen werden aangelegd in 1856, waarna de bevolking binnen 50 jaar was gegroeid tot 71.000. 
Met de groei van Streatham kocht George twee winkels aan de andere kant van de High Road die hij Eldon House noemde. Dit was het begin van een grote uitbreiding toen zijn zonen Henry en Charles in het bedrijf kwamen en de winkel zich uitbreidde naar aangrenzende winkelpanden. De oorspronkelijke winkels aan Bedford Row bleven in handen van de familie en hier werden later kledingafdelingen voor heren en jongens gehuisvest.
In 1912 werd het bedrijf ingeschrevent en bleef de winkel in Eldon House uitbreiden. Pratts Ltd. diversifieerde om een groter assortiment producten aan te bieden, waaronder een uitvaartdienst. Pratts werd in 1919 overgenomen door warenhuis Bon Marche in Brixton voor £ 90.000.
De Bon Marche-groep van drie warenhuizen, waaronder Pratts, werd in 1926 gekocht door de Selfridge Provincial Stores-groep. Onder leiding van Selfridge werd de winkel verder uitgebreid en werden er regelmatig reclames en speciale acties gehouden. Veertien jaar later stortte de Selfridges Provincial Stores-groep echter in elkaar en werd in 1940 gekocht door het zich uitbreidende John Lewis Partnership.

## Onder John Lewis
Hoewel de Tweede Wereldoorlog was begonnen en er moeilijkheden waren bij het kopen van de benodigde goederen om een winkel te laten overleven, groeide Pratts tijdens de oorlog. Ze sloten een personeelshostel dat een deel van de winkel had ingenomen om de beschikbare verkoopruimte te vergroten. Tijdens The Blitz on London  liep Pratts geen schade op en nam initiatieven om de gemeenschap te ondersteunen in haar inspanning bij de oorlog.
Na de oorlog bleef het bedrijf groeien en werd ruimte voor uitbreiding een terugkerend probleem. Het grootste deel van het gebouw had slechts een verdieping. Beperkingen van de ontwikkeling op de oorspronkelijke locatie waren aanleiding voor de verhuizing van de  verschillende afdelingen voor een aantal jaren uit de hoofdwinkel. 
Initiatieven om de ruimte in het hoofdgebouw te vergroten, waren onder meer de aankoop in 1973 van huizen aan Ockley Road waarin de winkel kon worden uitgebreid. De bouwvergunning werd echter tot 1985 geweigerd. Tegen die tijd ontwikkelde John Lewis een visie voor de toekomst waarbinnen de Pratts-activiteiten strategisch slecht pasten. De winkel bleef tot de sluiting op 28 juli 1990 een winstgevende divisie van John Lewis Partnership. De meeste van de 400 medewerkers die in de winkel werkten, werden overgeplaatst naar andere John Lewis-winkels.
Het gebouw zelf werd in 1996 afgebroken en vervangen door winkelunits van Argos, Lidl en Peacocks.